# Luz Vieira Méndez
Luz Vieira Méndez (Paraná, 16 de agosto de 1911-Santiago de Chile, 17 de febrero de 1971) fue una pedagoga, maestra, profesora, primera argentina en trabajar en la Unesco y la primera mujer en ocupar el cargo de directora de la Oficina Regional de Educación para América Latina de esta organización. Dirigió el Consejo Nacional de Educación de Argentina entre 1964 y 1966.

## Primeros años
Nació en Paraná (provincia de Entre Ríos) el 16 de agosto de 1911. Hija de Anselma Méndez, quien fue maestra de escuela primaria y de jardín de infantes graduada en la Escuela Normal de Paraná, y de Joaquín Da Cunha Vieira. Fue la mayor de cinco hermanos. En 1928, antes de concluir sus estudios secundarios, se trasladó a Oporto (Portugal) por decisión de su padre. Ella deseaba volver a Paraná y en 1930, aprovechando la visita de su tía, consiguió la autorización de sus padres.
En 1931 obtuvo el título de Maestra Normal, comenzó a trabajar en escuelas primarias de Paraná e inició sus estudios superiores en el Instituto Nacional del Profesorado Secundario. Mantuvo un promedio de 10 (nota máxima) durante toda la carrera y consiguió una beca que le permitió colaborar económicamente con su familia, que había regresado a Paraná. 
Inmersa en un clima antipositivista crítico del liberalismo y el cientificismo, fundó en 1932 junto con compañeros varones del profesorado, el Núcleo Juvenil Ariel. Estuvo inspirado en la obra de José Enrique Rodó, que lleva el mismo nombre y destaca la espiritualidad y la inteligencia de la cultura latinoamericana frente al utilitarismo norteamericano.
En 1934, se graduó como Profesora de Enseñanza Secundaria, Normal y Especial en Pedagogía y Filosofía, mientras se desempeñaba como maestra encargada del Laboratorio de Material Didáctico en el Consejo de Educación de la provincia de Entre Ríos. Su tesis de grado, titulada “Benedetto Croce: la realidad filosófica de su Estética”, fue aprobada como sobresaliente.

## Trayectoria
En el profesorado, fue alumna de Celia Ortiz Arigós de Montoya, quien se convirtió en su mentora. Obtuvo la adscripción en una de sus cátedras en el Instituto del Profesorado en Paraná entre 1936 y 1939. Otra gran influencia en su obra y accionar fue Wilhelm Dilthey: lo estudió en profundidad y hasta aprendió alemán para traducir parte de su obra. A lo largo de su carrera participó de diversas jornadas y congresos en los que propuso reformas para la escuela normal y la formación docente. Su análisis quedó plasmado en una contribución provincial a la reforma de los estudios del Magisterio editada 1949. 
En 1936, aceptó la dirección del único jardín de infantes provincial de Paraná. A partir de esta experiencia, publicó en 1939 sus “Notas a una educación de la segunda infancia”, en las que realiza una defensa de este tipo de escuelas criticando el nombre de jardines de infantes impuesto por Froebel. Además se posiciona respecto al mecanicismo de las didácticas froebeliana y montessoriana, abogando por una pedagogía más cercana al arte y la creatividad. El jardín atrajo la atención de la comunidad local y de artistas y personalidades de otras ciudades, lo que llevó a que en 1940 se creara un teatro de títeres denominado “Perico”. Vieira Méndez fue la directora pero era manejado por los mismos niños. 
Entre 1939 y 1942, se desempeñó como Profesora Titular en las cátedras de Pedagogía, Didáctica y Psicología en la Escuela Normal de Paraná. Paralelamente, realizó una intensa actividad gremial, en un contexto de poca participación y hasta rechazo de los docentes a los gremios. En 1934, se fundó el Círculo de Profesores diplomados de enseñanza secundaria en Paraná creado por los primeros graduados del Instituto del Profesorado Secundario. Allí integró la comisión directiva en varias oportunidades hasta 1942. 
Entre 1939-1940 fue presidente de la comisión directiva y planteó múltiples iniciativas, como los cursos libres de difusión científica y filosófica y una biblioteca especializada. Además, promovió la distribución de los cargos docentes secundarios a personas diplomadas posicionándose en contra de la asignación en base a recomendaciones e influencias políticas, como era costumbre en esos años.
En 1941, Antonio Sobral buscó a Vieira Méndez para la vicedirección de una institución de vanguardia que abriría sus puertas en la ciudad de Córdoba: la Escuela Normal Superior de Córdoba. Esta institución estuvo destinada a la preparación de maestros y profesores que en escuelas primarias y especiales impartirán la educación común y la especial; y asegurar el perfeccionamiento docente, la investigación científica y la difusión de la cultura popular. Tuvo que dejar el cargo en 1947 debido al golpe de Estado iniciado en junio de 1943.

## Exilio y regreso
Luz Vieira se sintió sin posibilidad de trabajar en el país y en 1947 partió hacia Venezuela tras aceptar un cargo como asesora técnica en el Ministerio de Educación de ese país. Fue convocada para colaborar en la reforma educativa y en la mejora de las escuelas normales. En ese mismo año, el presidente venezolano es derrocado, lo que la obliga a cambiar sus planes. Sin embargo, se radica y desarrolla una extensa actividad profesional en el país y en otros países de la región. 
En 1951 obtuvo el título de Master of Arts de la Universidad de Ohio. Su tesis se denominó: «A Comparative Study of the Education of the Teacher in the Argentine Republic and in the United States».
Después de graduarse, regresó a Venezuela y comenzó una carrera en organismos educativos internacionales. Fue la primera mujer incorporada al servicio técnico de la Unesco. Ingresó como experta en las Misiones de Asistencia Técnica Educativa en América Latina que habían sido creadas recientemente por dicho organismo. Fue asignada a Costa Rica y Honduras, donde pudo interiorizarse de las dificultades educativas de estos pueblos y desarrollar planes destinados a la formación docente en servicio y a la creación de nuevas instituciones. A partir de este trabajo, publica “La situación del maestro en América” donde critica la hipertrofia normalista de países como Argentina, Uruguay y Cuba y el déficit que presentan otras naciones en la formación de docentes titulados. 
Fue nombrada experta itinerante en la formación de maestros dentro del Proyecto Principal N° 1 para la expansión y el mejoramiento de la educación primaria en América Latina y el Caribe. Recorrió la región promoviendo la mejora de la formación docente. Se preocupó particularmente por la situación de la mujer y produjo un informe al respecto: La mujer en América Latina: su participación en la educación y en el desarrollo económico social.
En 1959 participó como invitada en cursos y seminarios en el Departamento de Educación de la Universidad de Chicago. En 1962, participó de una reunión conjunta de la Unesco con la CEPAL y la OEA, con el objetivo de estrechar las relaciones entre proyectos de educación y de desarrollo económico. En 1963, Luz Vieira fue designada Coordinadora adjunta del Proyecto Principal de Alfabetización de América Latina y se estableció en Chile. 
Durante este tiempo, su pensamiento gira desde el culturalismo-espiritualista al desarrollismo con fuertes ideas de planeamiento técnico y didáctico. También sus escritos evidencian la adopción de la teoría del capital humano y un hincapié en la relación coordinada y positiva que debe haber entre la educación y el desarrollo económico. Su visión democrática se mantiene y afianza en un contexto latinoamericano marcado por los golpes de estado.
Cuando el presidente Arturo U. Illia fue electo en Argentina, convocó a Luz Vieira como presidenta del Consejo Nacional de Educación. En su discurso de asunción en 1964, destacó el ideal sarmientino y normalista y la plena vigencia de los derechos humanos y de los valores republicanos, e indicó dos desafíos clave: el diagnóstico de la situación educativa argentina y la planificación y la optimización de los recursos los recursos humanos disponibles. Llamó a considerar la educación como una inversión en capital social básico y no como un gasto y a ver el desarrollo social no solo como económico sino como animar proyectos de vida. 
Los miembros del Consejo Nacional de Educación tenían ideas contrarias a Luz Vieira, quien no pudo nombrar prácticamente a ningún funcionario de su confianza. Esto no menguó su capacidad de trabajo. Entre los logros de su gestión se encuentran: organizar la Unidad de Planeamiento de la Educación Primaria, poner nuevamente en funcionamiento El Monitor de la Educación Común, promover la creación de una Comisión Nacional de Alfabetización y Edificación Escolar para desarrollar programas intensivos, desarrollar un Programa de Perfeccionamiento Masivo y Continuo del Personal Docente con cabecera en el Instituto Bernasconi, crear un Centro Nacional de Investigaciones Pedagógicas, generar un Plan de Asistencia Integral al Escolar, desarrollar un Plan de Construcciones Escolares moderno, entre otros. Luego de dos años, se vio obligada a dejar su función tras el golpe de Estado de 1966. 

## Últimos años
En 1966, luego del golpe de Estado en Argentina, regresa a Santiago de Chile para retomar sus tareas como jefa de misión en la Unesco. En 1970, la Unesco llama a un concurso internacional para cubrir el cargo de Director de la Oficina Regional de Educación para América Latina. Luz Vieira lo gana y se convierte en la primera mujer en ocupar esta función. 
Una grave enfermedad le causó un deterioro hasta su fallecimiento, ocurrido el 16 de febrero de 1971 en Santiago de Chile. Sus restos fueron trasladados y enterrados en Paraná.

## Reconocimientos
En 1950 recibió una beca de la Asociación Americana de Mujeres Universitarias con sede en Washington para cursar su Máster en la Universidad de Ohio. En 1966 el gobierno venezolano le otorgó los dos máximos galardones al mérito: la condecoración Rubén Darío y la Orden de Andrés Bello. Luego de su muerte, fueron publicados en los diarios numerosos elogios y testimonios públicos de sus amigos y colaboradores, destacando su capacidad de trabajo y acción.
En 1986 el Ministerio de Educación y Justicia de la República Argentina realizó un “Homenaje a la Profesora Luz Vieira Méndez” y nombró en su honor el Salón Verde del primer piso del Ministerio.
Numerosas escuelas, calles y plazas llevan su nombre en varias ciudades argentinas. Una de ellas, la Escuela Nueva de Niños Luz Viera Méndez de Córdoba, fundada en 1952 por Graciela Scebba de Peyrano, es considerada la primera institución educativa del mundo en recibir a personas con discapacidad. También recibe su nombre la Escuela Superior de Artes Visuales, de la ciudad de Laboulaye, fundada en 1985. Una calle del municipio de Crespo fue nombrada en su homenaje en 2019.

## Publicaciones
- Vieira Méndez, Luz (1938). «Wilhelm Dilthey y la educación como problema filosófico». Paraná.
- Vieira Méndez, Luz (1939) «Notas a una educación de la segunda infancia».
- Vieira Méndez, Luz (1940). «Fundamentos psico-espirituales de una pedagogía».
- Sobral, Antonio y Vieira Méndez, Luz (1949). «La Educación Vocacional de la Adolescencia y la Formación Del Maestro: El Ensayo de la Escuela Normal Superior de Córdoba». Libreria y editorial Castelví.
- Vieira Méndez, Luz (1951). «A Comparative Study of the Education of the Teacher in the Argentine Republic and in the United States». Doctoral dissertation, Ohio State University.
- Vieira Méndez, Luz (1965). «A los maestros», en: El Monitor de la educación común, N.º 939, Año 1, Buenos Aires, pp. 3-5.
- Vieira Méndez, Luz (1971). «La mujer en América Latina, su participación en la educación y en el desarrollo económico y social», en: Boletín de educación, publicación semestral de la Oficina Regional de Educación, N° 9, enero-junio (1971), Santiago de Chile, pp. 15-34.